# Fremont Street Experience
Fremont Street Experience est une attraction d'une rue piétonne du centre-ville de Las Vegas. Les plus anciens casinos de la ville y sont alignés.
Cette rue, la Fremont Street, a la particularité d'être recouverte depuis juin 2004 d'un écran géant sur une longueur d'environ 460 mètres, sur lequel sont régulièrement projetés des shows visuels et musicaux.